# Teniente R. Marsh Airport
Teniente R. Marsh Airport är en flygplats i Antarktis. Den ligger på King George Island bland Sydshetlandsöarna. Argentina, Chile och Storbritannien gör anspråk på området. Teniente R. Marsh Airport ligger vid sjön Kiteschbach. Flygplatsen har inte reguljärflyg, men det förekommer turistcharter, och flygningar för de olika forskningsbaserna på ön.
Terrängen runt Teniente R. Marsh Airport är platt österut, men söderut är den kuperad. Havet är nära Teniente R. Marsh Airport västerut. Trakten är glest befolkad. Närmaste befolkade plats är Escudero Station, 1,7 kilometer sydost om Teniente R. Marsh Airport. 